# 龍心戰紀
《龍心戰紀》是GREE開發的手機卡牌遊戲，在三個王國的世界裏，玩家被任命為其中一國的騎士，為了國家的興盛與發展，不斷在冒險的途中尋找幫手組成最強隊伍，並與其他軍隊展開一連串的戰鬥。
2016年1月正式發表動畫化，羚邦國際、愛奇藝、東京電視台和GREE聯合投資製作，中國大陸網絡版3月更新，日本電視版4月播出。

## 電視動畫

### 故事簡介
在一個被劍與魔法支配的大陸庫娜昂（クナアーン）之上，存在著三個勢均力敵、互相競爭的王國：聖阿蒙利亞（聖アモリア）、伊斯芬（イシルフェン）和沃倫帝斯（ヴァンロディス）。
此大陸正面臨着邪龍「達鋼索德（ダガンゾート）」威脅，少年「錫洛」的雙親巴易洛和可斯米特為了封印這威脅著人類存亡的災禍，於是和一群魔導士啟動封印儀式。但最終卻因為某種未知阻礙而宣告失敗，所有參與者大都死亡或失蹤。當時幼小的錫洛立志為雙親報仇，展開了為期10年的劍術修行，並在16歲那一年踏上了擊退邪龍的旅程，在旅途中錫洛認識了很多志同道合的好友，大家一齊以討伐達鋼索德為目標，不斷前進。

### 登場角色
錫洛（聲：松岡禎丞）
本片的主人公，16歲，人類。
在10年前欲封印邪龍達鋼索德未果的「巴魯巴哥亞事件（バルバゴアの惨劇）」中，父母被達鋼索德所殺。
心臟是邪龍達鋼索德的，在十年前的巴魯巴哥亞事件時，被父親用魔法交換。
在自己的生命和極度生氣時，會使用「龍態」(把自己變成像龍一樣)，力量會增強，會不識人，攻擊隊友。
在動畫最後一集時，使用孤空劍把達鋼索德的心臟切開，取出自己的心臟並且給了薩拉特。
發誓復仇。擁有一腔熱血，雖然努力練習，但劍術依然不佳。面對遭遇困境中的人們，無法坐視不管，但帮助别人的时候卻常常力不從心。
薩拉特（聲：市道真央）
外貌看起来是13岁。迷之少女（实际是人造人）。治愈系魔法士。
南布柯集合魔术和技术的精髓做出来的人造人，被锡洛吸引。外貌和人类完全一样，很单纯的天然少女。
艾琳（聲：內田真禮）
18岁。好身材的美女盗贼。
貓耳、人称「风之艾琳」的女盗贼。出于自己的目的，和锡洛一行保持若即若离的关系。
麒鲁（聲：楠大典）
食人族和人的混血儿。双亲被杀后，年幼的麒鲁被锡洛的父亲巴易洛收养。完全没有魔法的底子，但剑术很厉害。虽然麒鲁常劝告锡洛做事不要冲动，但锡洛基本不听，依旧经常卷入危险中，要靠麒鲁帮忙。
托米特（聲：小笠原亞里沙）
10岁。小毛贼（盗贼）。
孤儿，有能在任何地方生存下去的能力。头脑很灵活，就算陷入困境也能够找到脱身的方法。毒舌，嘴上功夫很厉害，吵架不输给任何人，但实际动起手来常常溜之大吉。
帕鲁帕（聲：上田燿司）
年龄不详。性别不详。
原本是锡洛的父亲巴易洛的使魔。在锡洛一行人中担当会计，对财务开销十分计较。
南布柯（聲：咲野俊介）
43岁。武器商人。
利用三个国家的对立而赚钱。暗中活跃，力图破坏和平，努力想让三国之间相互战斗。拥有三只「绯红」「漆黑」「白银」，作为佣兵租给三国，加深三国的对立。
莎麗夏露（聲：伊瀨茉莉也）
外表看起来10岁，实际上360岁。
南布柯的部下，喜欢南布柯。对部下很严格，但是对自己很松懈，不管什么责任都能怪罪到部下身上。道具是遮阳伞和包；喜欢甜食和油炸食物。
木木（聲：沼倉愛美）
年龄不详，性别不详。兽人。
歪曲时空，无论在哪里都会出现商人，赤红们只是客人而已。
巴哈羅帕（聲：小室正幸）
魔導師巴易洛、可斯米特（聲：近藤孝行（巴易洛）、川崎芽衣子（可斯米特））
錫洛的父母，在巴魯巴哥亞事件因封印邪龍達鋼索德失敗喪生。

### 製作人員
- 監督：近藤信宏
- 系列構成：大野木寬
- 角色設計：統月剛
- 動畫製作：Bridge
- 企畫製作：Children's Playground Entertainment、傑安可
- 製作：龍心戰紀製作委員會（愛奇藝、GREE、羚邦國際、東京電視台）[2][3]

### 主題曲
日本版本
片頭曲「Resonant Heart」
作詞：，作曲：y0c1e，編曲：堀江晶太，主唱：內田真禮
第一集當作片尾曲使用
片尾曲「Xenotopia」
作詞、作曲、編曲：小蒼明日香，主唱：三森鈴子
中國大陸版本
片頭曲「Brightest Belief」
主唱：小愛的媽
片尾曲「Dragon Heart Wars」
主唱：咸𤨒晶

### 各話列表
| 話數   | 日文標題                     | 中文標題   | 劇本              | 分鏡     | 演出     | 作畫監督                                 | 片尾插畫          |
| ------ | ---------------------------- | ---------- | ----------------- | -------- | -------- | ---------------------------------------- | ----------------- |
| 第1話  | The Lord of the Dark Dragons | 黑龍之主   | 大野木寬          | 近藤信宏 |          | 福島勇、出野喜則 柳瀨讓二、角谷知美      |                   |
| 第2話  | The Dark Crystal             | 黑水晶     | 大野木寬          | 河本昇悟 | 伊藤史夫 | 袴田裕二、山口光紀                       | Йoname            |
| 第3話  | The Hidden Fortress          | 隱藏要塞   | 大野木寬 十川誠志 | 近藤信宏 | 門田英彦 | 權容祥、吉田肇 新宮祐介                  |                   |
| 第4話  | An Expected Journey          | 期待的旅行 | 十川誠志          | 田邊泰裕 | 竹内崇   | 伊藤陽祐、馬場龍 一長尾浩生              | TERU by mashcomix |
| 第5話  | The Sense                    | 感應       | 十川誠志          | 河本昇悟 | 山地光人 | 中野彰子、八木元喜 柳瀨譲二              |                   |
| 第6話  | Strangelove                  | 陌生的愛   | 大野木寬          | 山口純一 | 門田英彦 | 吉田肇、臼田美夫 權容祥                  | iwaki             |
| 第7話  | Transform                    | 蛻變       | 十川誠志          | 井内秀治 | 清水一伸 | 遠藤省二、椎葉幹朗 丸山匡彦、Kim Ki Yeob |                   |
| 第8話  | The Dark Shadow              | 黑暗陰影   | 十川誠志          | 前澤雅彦 | 鈴木勇士 | 渡邊健一、柴田裕司 山口光紀、竹森由加    | 譚正文            |
| 第9話  | Signs                        | 悲嘆       | 十川誠志          | 西森章   | 佐藤真人 | 成松義人、袴田裕二 新宮祐介              |                   |
| 第10話 | The Omen                     | 凶兆       | 十川誠志          |          | 大塚隆寛 | 八木元喜、柳瀨讓二 糸島雅彦              | 菅原              |
| 第11話 | Fury Road                    | 狂暴之路   | 大野木寬          | 河本昇悟 | 門田英彦 | 權容祥、瀨戶良兼 瀨尾康博、櫻井木之實    | 江草天仁          |
| 第12話 | Return of the Dark Dragon    | 黑龍歸來   | 大野木寬          | 河本昇悟 | 伊藤史夫 | 藤崎真吾                                 |                   |
| 第13話 | Dragon's Heart               | 龍之心     | 大野木寬          | 近藤信宏 | 鈴木勇士 | 渡邊健一、柴田裕司 新保卓郎、竹森由加    |                   |

### 播放電視台
日本深夜動畫：下文記載的日本国内播放時間使用日本標準時間（UTC+9）表示。因為部分時間标识會採用30小时制，因此請留意这类超过24:00的时间，其實際播放時間為翌日清晨。
| 播放地區   | 播放電視台 | 播放日期               | 播放時間（UTC+9）              | 所屬聯播網 | 備註                  |
| ---------- | ---------- | ---------------------- | ------------------------------ | ---------- | --------------------- |
| 關東廣域圈 | 東京電視台 | 2016年4月5日 - 6月28日 | 每週二 1:35 - 2:05（周一深夜） | 東京電視網 |                       |
| 大阪府     | 大阪電視台 | 2016年4月5日 - 6月28日 | 每週二 1:35 - 2:05（周一深夜） | 東京電視網 |                       |
| 愛知縣     | 愛知電視台 | 2016年4月5日 - 6月28日 | 每週二 3:05 - 3:35（周一深夜） | 東京電視網 |                       |
| 日本全國   | AT-X       | 2016年4月6日 -         | 每週三 0:00 - 0:30（週二深夜） | 東京電視網 | 含衛星電視 / 重播時段 |
| 香港       | Animax     | 2016年7月21日－7月29日 | 星期一至五 18:30－19:30        | 有线电视   |                       |
| 臺灣       | Animax HD  | 2016年7月12日－7月24日 | 每日 21:30－22:00              | 有线电视   | 有重播                |
| 臺灣       | Animax     | 2016年9月5日－9月17日  | 每日 22:30－23:00              | 有线电视   | 有重播                |

## 外部連結
- （日語）聖戰刻耳柏洛斯 官方網站 - GREE （页面存档备份，存于）
- （日語）電視動畫「聖戰刻耳柏洛斯 龍刻的災禍」官方網站
- （日語）東京電視台 Anitere 聖聖戰刻耳柏洛斯 龍刻的災禍 （页面存档备份，存于）
- （简体中文）聖戰刻耳柏洛斯(龍心戰記) 愛奇藝官方正版播放專題
- （日語）動畫「聖戰刻耳柏洛斯 龍刻的災禍」的X（前Twitter）
- （简体中文）龍心戰記的新浪微博